# 346

346(삼백사십육)은 345보다 크고 347보다 작은 자연수다.

## 수학
- 합성수로, 그 약수는 1, 2, 173, 346이다. 진약수의 합은 176이므로, 346은 부족수다.
  - 111번째 반소수다. 앞의 반소수는 341, 다음 반소수는 355다.
- {\displaystyle 346=11^{2}+15^{2}}
  - 서로 다른 두 자연수의 제곱합으로 나타낼 수 있는 수다.
- {\displaystyle 93^{4}-1}은 346으로 나누어떨어진다.

## 과학
- NGC 346(영어판): 큰부리새자리 방향에 있는 산개성단.

## 교통

### 철도
- 수도권 전철 3호선 학여울역의 역번호.

### 도로
- 일본 346번 국도(일본어판): 미야기현 센다이시 아오바구에서 게센누마시까지 이어지는 일본의 국도.
- 현도 제346호선

## 군사
- 346식 레이더: 중화인민공화국의 군용 레이더.
- U-346(영어판): 제2차 세계 대전에 사용된 나치 독일의 군용 잠수함.

## 문화유산
- 대한민국의 보물 제346호: 청자 상감동채모란문 매병
- 대한민국의 사적 제346호: 고창 무장현 관아와 읍성

## 기타
- 연도: 346년, 기원전 346년
- 346 프로덕션: 《아이돌마스터 신데렐라 걸즈》에 등장하는 가공의 예능 프로덕션.